# Janina Borkowska
Janina Borkowska z domu Zwierzchowska ps. Biedronka (ur. 6 maja 1947 w Tomaszowie Mazowieckim ) – polska spadochroniarka, zawodniczka Aeroklubu Wrocławskiego. Srebrna medalistka mistrzostw świata (1974), 5-krotna mistrzyni Polski.

## Działalność sportowa
Pierwszy skok ze spadochronem wykonała w 1964 z samolotu CSS-13, pilotowanego przez Wojciecha Soleżyńskiego, po ukończeniu podstawowego kursu spadochronowego w Aeroklubie Wrocławskim. W tym samym czasie ukończyła kurs szybowcowy. 
Na początku kariery brała udział w zawodach lokalnych i międzyklubowych w kraju. Uczestniczyła w zawodach o Błękitną Wstęgę Odry, w których startowały drużyny z zagranicy (Bułgarii, NRD, Czechosłowacji, Węgier, Austrii, Francji i Północnej Grupy Wojsk Radzieckich), a także w rewanżach za udział we Wrocławiu w niektórych z tych krajów. 
W 1966 zakwalifikowała się do Spadochronowej Kadry Narodowej i wielokrotnie uczestniczyła w Międzynarodowych Zawodach Spadochronowych i Mistrzostwach Świata. 
W 1967 ustanowiła dwa indywidualne rekordy Polski w celności lądowania z natychmiastowym otwarciem spadochronu z wysokości 1000 m (19.05 – 1,17 m, 12.07 – 0,54 m) oraz rekord w grupie trzyosobowej (wraz z Krystyną Ligocką i Anną Kwaśnik-Paścik), z wys. 1500 m, z natychmiastowym otwarciem spadochronu – 4,47 m .
W tym samym roku na V Spadochronowych Mistrzostwach Polski Juniorów w Środzie Wielkopolskiej w klasyfikacji kobiet zajęła 3. miejsce.
W 1970 zwyciężyła w zawodach o Błękitną Wstęgę Odry, a w kolejnych edycjach tych zawodów zajmowała: w 1971 – 2., a w 1973 i 1975 – 3. miejsce.
W Spadochronowych Mistrzostwach Polski w 1967 w Katowicach uzyskała 3. lokatę. W latach 1969–72 nie prowadzono osobnej klasyfikacji kobiet, ale startująca w nich Janina Zwierzchowska na przemian z Anną Kwaśnik (również z Aeroklubu Wrocławskiego) zajmowały najlepsze miejsca wśród kobiet. Później pięciokrotnie zdobyła tytuł mistrzyni Polski, po raz pierwszy w 1973 w Łodzi, następnie w 1975 w Częstochowie, w 1977 w Katowicach, w 1978 we Włocławku i w 1979 w Lublinie. 
Brała udział w Mistrzostwach Świata, reprezentując Polskę przez sześć kolejnych mistrzostw: 
- 1968 – Austria (52. miejsce)
- 1970 – Jugosławia (10. miejsce – 54 zawodników)
- 1972 – USA (8. miejsce – 42 zawodników)
- 1974 – Węgry (13. miejsce – 73 zawodników)
- 1976 – Włochy (24. miejsce – 71 zawodników)
- 1978 – Jugosławia (24. miejsce – 58 zawodników).

Uczestniczyła w międzynarodowych zawodach i mistrzostwach kraju, np. we Francji, gdzie została międzynarodową mistrzynią tego kraju, w Mistrzostwach Państw Socjalistycznych na Węgrzech, jak również w Poznaniu w 1979, zajmując czołowe miejsca. 
W 1971 ukończyła  Wyższą Szkołę Ekonomiczną.
Po zakończeniu kariery zawodniczej i założeniu rodziny przeniosła się do Makowa Podhalańskiego. 
Wykonała 2810 skoków (ostatni w 2004).